# Borei O’Svay Sen Chey
Huyện Borei O'Svay Sen Chey (tiếng Khmer: ស្រុកបុរីអូរស្វាយសែនជ័យ) là một huyện (srok) mới thành lập năm 2019 nằm ở tỉnh Stung Treng, Campuchia. Borei O'Svay Sen Chey được chia thành ba xã - O'Svay, Koh Sneng và Preah Romkel - trước đây là một phần của huyện Thala Barivat.

## Hành chính
Bảng dưới đây cho thấy các làng của huyện Borei O'Svay Sen Chey theo xã. 
| Mã ISO  | Các xã       | Tiếng Khmer |
| ------- | ------------ | ----------- |
| 1906-01 | O'Svay       | ឃុំអូរស្វាយ      |
| 1906-02 | Koh Sneng    | ឃុំកោះស្នែង       |
| 1906-03 | Preah Romkel | ឃុំព្រះរំកិល      |